# James Sloan
James Sloan (* 10. Oktober 1748 in Newton Township, Gloucester County (heute Camden County), New Jersey; † 7. September 1811 in Elmira, New York) war ein US-amerikanischer Politiker. Zwischen 1803 und 1809 vertrat er den Bundesstaat New Jersey im US-Repräsentantenhaus.

## Werdegang
Über Sloans Schulzeit gibt es keine Auskünfte. Danach arbeitete er in der Landwirtschaft. Er lebte im heute nicht mehr bestehenden Newton Township, wo er einige Jahre lang verschiedene lokale Ämter bekleidete.
Sloan wurde Mitglied der von Thomas Jefferson gegründeten Demokratisch-Republikanischen Partei. Bei den Kongresswahlen des Jahres 1802 wurde er für den damals neu eingerichteten sechsten Sitz von New Jersey in das US-Repräsentantenhaus in Washington, D.C. gewählt, wo er am 4. März 1803 sein Mandat antrat. Nach zwei Wiederwahlen konnte er bis zum 3. März 1809 drei Legislaturperioden im Kongress absolvieren. In diese Zeit fiel der 1803 von Präsident Jefferson getätigte Louisiana Purchase. Im Jahr 1804 wurde der zwölfte Verfassungszusatz ratifiziert.
Im Jahr 1808 verzichtete er auf eine weitere Kandidatur. James Sloan starb am 7. September 1811 in Elmira.